# Pieuvre mimétique
Thaumoctopus mimicus
Genre
Espèce
La pieuvre mimétique ou pieuvre-mime (Thaumoctopus mimicus) est une espèce de pieuvre capable d'imiter d'autres animaux marins. C'est la seule espèce du genre Thaumoctopus.
La pieuvre mimétique vit dans les mers tropicales d'Asie du Sud-Est. Elle ne fut découverte officiellement qu'en 1998, au large des côtes de Sulawesi. Cette pieuvre est capable d'imiter l'apparence et les mouvements de plus de quinze espèces différentes, dont les serpents de mer, la rascasse volante, les poissons plats, les poissons-grenouilles, les ophiures, les crabes géants, les coquillages, les raies, les anémones de mer, les méduses et les crevettes mantes. Elle accomplit cette prouesse en se contorsionnant — corps et bras — et en changeant de couleur,.

## Description
C'est un poulpe de taille relativement importante, qui peut atteindre 60 cm voire 1 m, et dont la principale caractéristique physique est justement sa grande versatilité en matière d'apparence. Le plus souvent, ses longs bras sont annelés de bandes brunes et blanches ou de taches, mais ces motifs peuvent varier ou bouger, et elle peut aussi se rendre totalement noire ou blanche, ou encore imiter le sable ou même des algues, en érigeant de petits muscles cutanés.
La pieuvre mimétique est souvent confondue avec la pieuvre wunderpus, autre espèce récemment découverte (rouge tachée de blanc). Mais cette dernière est surtout nocturne et se distingue par des séries de larges marques blanches fixes sur les tentacules.

## Comportement
La pieuvre mimétique propulse un jet d'eau à travers son siphon pour glisser sur le sable tout en cherchant des proies, en général de petits poissons, des crabes et des vers. Mais elle est également elle-même une proie. Comme les autres pieuvres, son corps mou est principalement composé de muscles nutritifs, dépourvu de colonne vertébrale ou d'armure, et non toxique, ce qui en fait une proie potentielle pour les grands carnivores, comme le barracuda et les petits requins. Elle est souvent incapable d'échapper à de tels prédateurs et ses imitations de différentes espèces toxiques constituent sa meilleure défense. Le mimétisme lui sert aussi à approcher des proies qui, normalement, fuiraient à la vue d'une pieuvre ; elle peut par exemple imiter un crabe pour dévorer quelques prétendants passant par là.
De nombreuses espèces de poulpes sont extrêmement flexibles. Par exemple, un poulpe de la taille d'un ballon de volley-ball peut se glisser entièrement dans un récipient de la taille d'une canette de boisson gazeuse. Si la pieuvre-mime a la même flexibilité, ses dons d'imitation sont alors en partie expliqués.

### Imitations

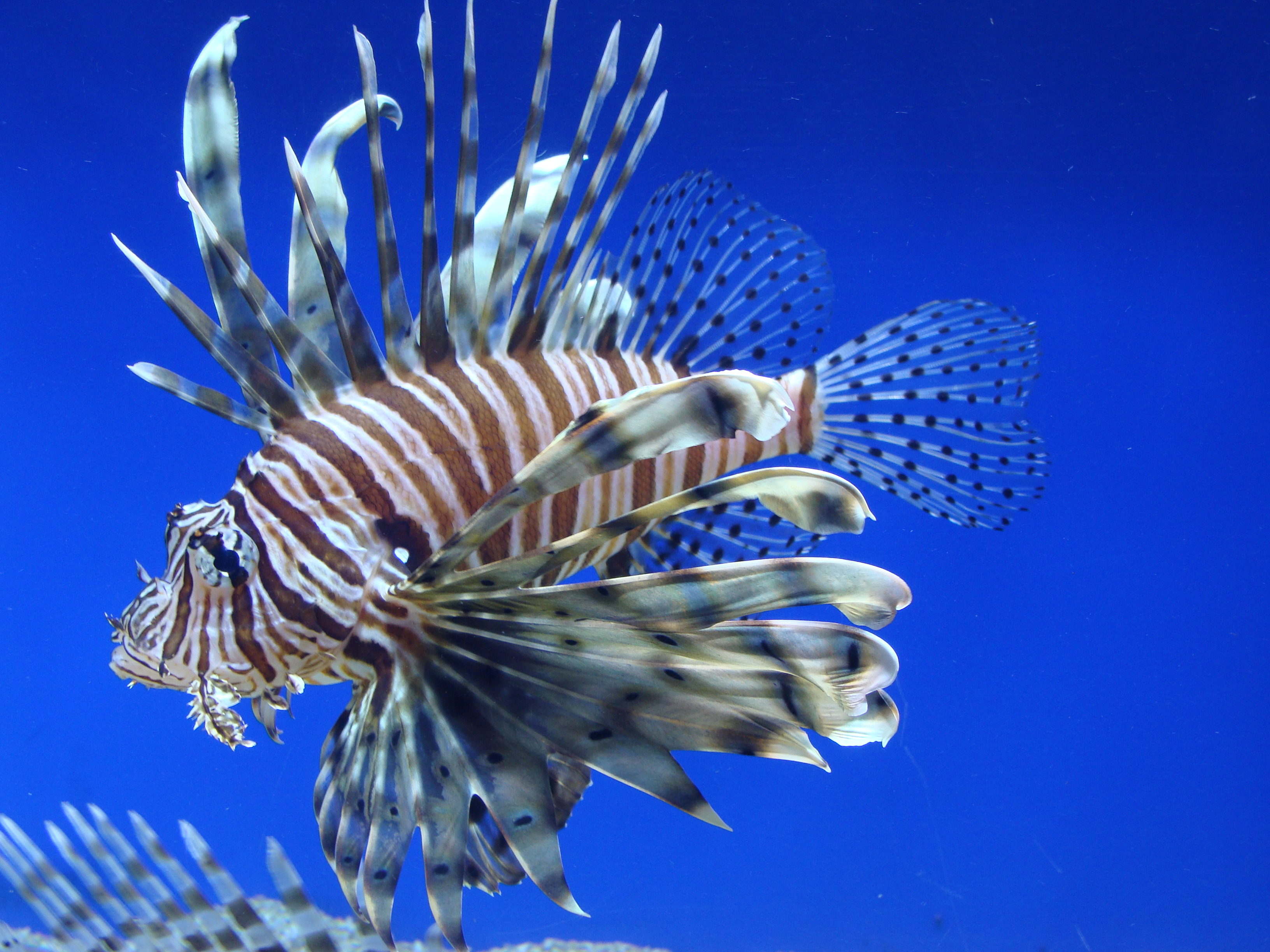
Les rayures de la pieuvre mimétique imitent parfaitement celles de la rascasse volante.

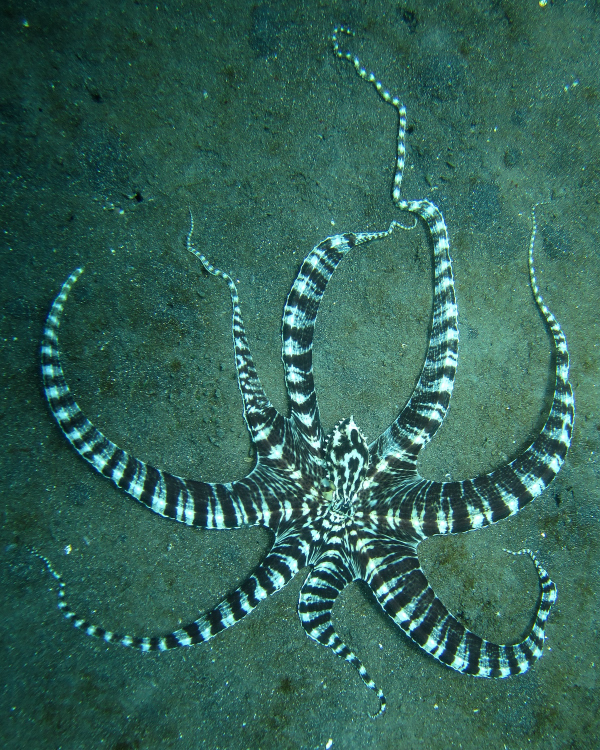
Une pieuvre s'apprêtant à imiter une rascasse volante.

Même si toutes les pieuvres peuvent changer de couleur et de texture, et si certaines peuvent prendre la couleur d'une roche, la pieuvre mimétique est, chez les pieuvres, la première espèce connue qui se fait passer pour un autre animal.
D'après des observations, la pieuvre mimétique choisit l'animal à imiter en fonction des prédateurs locaux. Par exemple, lorsqu'elle est attaquée par des demoiselles, la pieuvre imite un serpent à tête noire, un des prédateurs des demoiselles. La pieuvre devient alors noire et blanche, ensevelit six de ses huit bras, et agite ses deux autres bras en les faisant onduler dans des directions opposées.
Cette pieuvre est capable d'imiter le physique et les mouvements de plus de quinze espèces différentes, dont les suivantes :
- Sole-zébre : elle est capable d'imiter une sole en rassemblant et en étirant ses bras pour obtenir une forme foliacée, et en augmentant sa vitesse en utilisant une propulsion semblable à celle de la sole, tout en faisant onduler ses bras[4].
- Rascasse volante : en écartant ses bras  et en les laissant à la traîne, elle peut simuler les longues nageoires de la rascasse volante, réputée pour ses piquants toxiques[4].
- Anémone de mer : en rassemblant ses bras au dessus de sa tête, chacun plié en zigzag, elle imite les tentacules d'une anémone de mer se nourrissant de poissons[4].
- Méduses : elle imite une grande méduse en nageant lentement à la surface et en s'enfonçant la tête entre ses bras répartis uniformément autour de son corps[5].
- Serpents de mer : la pieuvre devient noire et jaune, ensevelit six de ses huit bras dans un terrier, et agite ses deux autres bras en les faisant onduler dans des directions opposées[6].
- Poissons-grenouilles : la pieuvre se camoufle en changeant de couleur et de texture, puis elle rassemble six de ses huit bras sous son corps et utilise les deux derniers pour imiter les nageoires dont les poissons-grenouilles se servent pour marcher sur le fond[4].
- Crevettes mantes : la pieuvre ne laisse apparaître que ses yeux lorsqu'elle est dans un terrier, tout comme les crevettes mantes[7].
- Ophiures : la pieuvre s'étale sur le sol en écartant ses bras, tout en les étirant et en les faisant onduler[8].
- Étoile de mer : la pieuvre s'étale sur le sol en écartant ses bras, tout en les rétractant afin de faire apparaître une membrane le long de chaque bras, ensuite les bras sont recroquevillés[9].
- Murène : la pieuvre ensevelit sept de ses huit bras dans un terrier et agite son huitième bras avec sa membrane déployée[10].

### Simulation

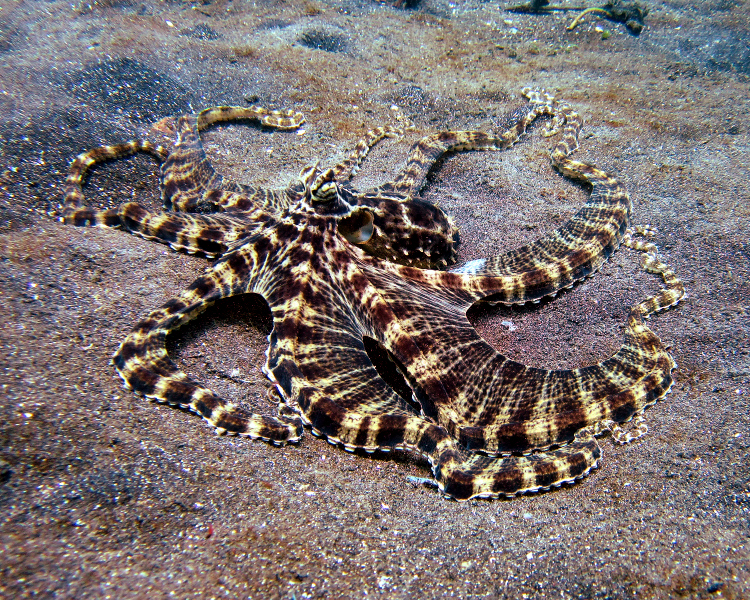
Une pieuvre mimétique à Lembeh.

La pieuvre mimétique est également capable de simuler sa mort en basculant en arrière. Alors que certains animaux utilisent cette tactique lorsqu'ils sont attaqués par des prédateurs, la pieuvre semble mettre en évidence son bec pour se défendre, voire pour attaquer, grâce aux toxines salivaires qui paralysent sa proie au moment de la morsure.

## Habitat
La pieuvre mimétique est connue pour vivre exclusivement dans les baies et les estuaires de Malaisie et d'Indonésie qui sont riches en éléments nutritifs et en proies potentielles.
Contrairement à la grande majorité des pieuvres, la pieuvre mimétique parcourt le fond à la recherche de tunnels et de terriers pour se nourrir et pour se cacher des prédateurs. On l'observe souvent dans un terrier, avec seulement les yeux et la tête qui sortent du trou.

## Prédation

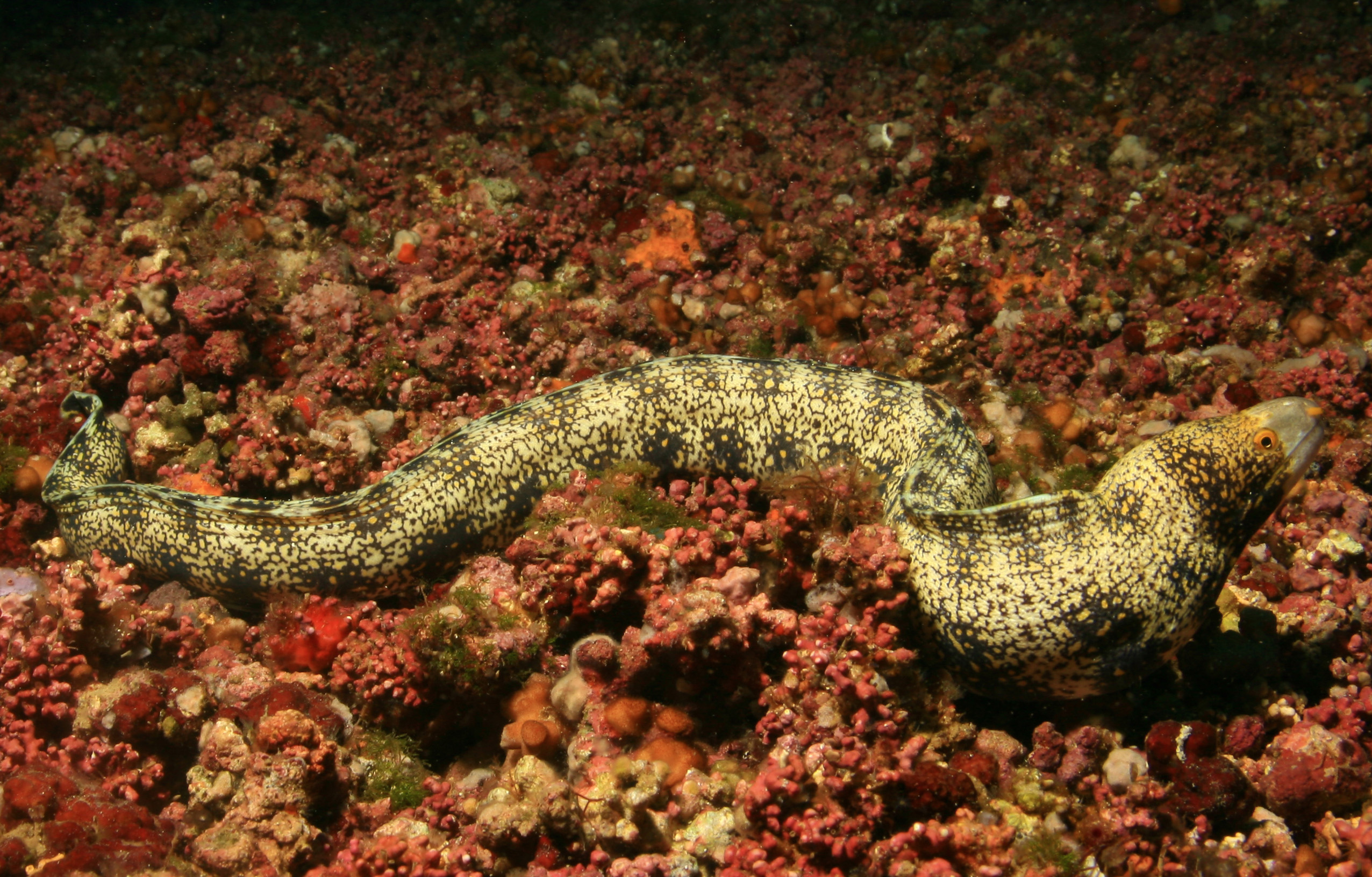
Les rayures de la murène étoilée sont facilement imitables.

La pieuvre mimétique se nourrit généralement en enfouissant un disque de bras dans le sable tout en utilisant l'extrémité de ses bras pour attraper les petits animaux avec ses ventouses. Elle peut ainsi sonder dans des terriers ou des trous à la recherche d'une proie.